# Стрий (притока Видринки)
Стрий — річка в Україні, у Березнівському районі Рівненської області. Права притока Видринки, (басейн Прип'яті).

## Опис
Довжина річки приблизно 3,88 км, найкоротша відстань між витоком і гирлом — 3,44 км, коефіцієнт звивистості річки — 1,13. Річка формується декількома безіменними струмками і повністю каналізована.

## Розташування
Бере початок на західній стороні від села Кленова. Тече переважно на північний захід і на північно-східній стороні від Мочулянки впадає в річку Видринку, праву притоку Случі.

## Цікаві факти
- У XIX столітті річка брала початок на північно-східній околиці села Якубівки, протікала через село Рудню-Стрий. У пригирловій частині річки працював водяний млин.[3]